# Иехуда бен Меир ха-Кохен Леонтин
Иехуда бен Меир, также известный как Иехуда Леонтин (X век, Майнц — XI век) — немецкий раввин и талмудический учёный конца X и начала XI века нашей эры из Майнца.
Иегуда был главным учителем Гершома Меор ха-Гола, и его работа оказала большое влияние на более поздние писания Раши. Иехуда был назван в некоторых источниках как «Леон», «Леонин», «Сир Леон» и «Сир Леонин», и был обозначен как «великий» и «гаон».
Его внук — раввин Иегуда бен Меир из Майнца, автор сочинения «Сефер ха-Диним», в котором рассказывается о его путешествиях и путешествиях других евреев в Восточной Европе. В этой работе Пшемысль и Киев упоминаются как торговые центры вдоль торговой сети радхонитов.